# Birendranagar
Birendranagar (em nepali: वीरेन्द्रनगर) é uma cidade no distrito de Surkhet na província de Karnali do Nepal.
Em fevereiro de 2018, a cidade tornou-se a capital da província de Karnali. No censo de 2011, a cidade tinha 52 137 habitantes e 12 045 domicílios.